# Bad Peterstal
Bad Peterstal – dzielnica Bad Peterstal-Griesbach w Niemczech, w kraju związkowym Badenia-Wirtembergia, w rejencji Fryburg, w regionie Südlicher Oberrhein, w powiecie Ortenau, w związku gmin Kappelrodeck.